# Mickley (Northumberland)
Mickley – osada w Anglii, w hrabstwie Northumberland. Leży 18 km na zachód od miasta Newcastle upon Tyne i 399 km na północ od Londynu. W 1951 roku civil parish liczyła 1862 mieszkańców.